# Dražen Aničić
Dražen Aničić (Osijek, 10. studenoga 1940.), hrvatski znanstvenik iz područja potresnog inženjerstva, član Akademije tehničkih znanosti Hrvatske.

## Životopis
Rođen je 10. studenoga 1940. u Osijeku gdje je 1958. završio gimnaziju. Na Građevinskom fakultetu Sveučilišta u Zagrebu diplomirao je 1963. Stupanj magistra znanosti iz područja potresnog inženjerstva stekao je 1970. na Univerzitetu u Skopju. Godine 1978. boravio je u svojstvu pridruženog istraživača na University of California Berkeley. Doktorat tehničkih znanosti stekao je 1979. na Građevinskom fakultetu Sveučilišta u Zagrebu. Od 1988. redoviti je sveučilišni profesor na Fakultetu građevinskih znanosti u Zagrebu a od 2001. na Građevinskom fakultetu u Osijeku. Od 2004. je u mirovini.
Bio je zaposlen u Institutu građevinarstva Hrvatske u Zagrebu od 1963. do 2001. a od 2001. do 2004. na Građevinskom fakultetu u Osijeku.
Kao autor i koautor objavio je 7 knjiga, 10 poglavlja u knjigama, 11 znanstvenih radova u časopisima, 40 znanstvenih recenziranih radova u zbornicima međunarodnih skupova i 28 recenziranih znanstvenih radova u zbornicima domaćih znanstvenih skupova. Objavio je i 51
stručni rad u domaćim časopisima i zbornicima stručnih skupova i 42 popularizacijska članka.
Bio je urednik 19 zbornika ili knjiga, urednik jednog stručnog časopisa tijekom devet godina i recenzent 13 knjiga i sveučilišnih udžbenika. Bio je odgovorni istraživač ili suradnik na 11 domaćih i međunarodnih znanstvenih projekata.
Područja znanstvene i stručne djelatnosti Dražena Aničića obuhvaćaju građevno konstrukterstvo – armiranobetonske i zidane konstrukcije, istraživanja inovativnih zidanih konstrukcija, rekonstrukciju i konstrukcijsko pojačanje kulturnih dobara, potresnu otpornost zgrada, ispitivanje konstrukcija, obnovu zgrada oštećenih potresom i ratom (Dubrovnik, Vukovar) i rad na tehničkim normama.
Njegove stručne radove i ekspertize čini popis s više od 600 radova iz područja zgradarstva i inženjerskih konstrukcija. Kao prevoditelj preveo je s engleskoga i njemačkoga jezika više od 10.000 stranica različitih tehničkih dokumenata, pretežito europskih norma iz područja građevinarstva.

## Nagrade i priznanja
Za svoj znanstveni i stručni rad dobio je mnoga priznanja i obnašao više dužnosti. 
Imenovan je počasnim profesorom Univerziteta »Kiril i Metodij« u Skopju, obnašao je dužnost glavnoga tajnika European Association for Earthquake Engineering - EAEE (1984. – 1992.), izabran je za počasnoga člana EAEE (1992.), bio je delegat Hrvatske u International Association for Earthquake Engineering (1992. – 2002.). Osnivač je i redoviti član (1993.), potpredsjednik (1993. – 1997.), glavni tajnik (1997. – 2003.), emeritus (od 2011.) i dobitnik nagrade za životno djelo (2012.) Akademije tehničkih znanosti Hrvatske.
Istaknuo se kao ekspert Svjetske banke pri planiranju obnove potresom pogođenoga područja u Indiji (1994.), kao glavni revizor Državne komisije za popis i procjenu ratne štete (1992. – 1999.), član Savjeta Projekta za sukcesiju bivše Jugoslavije (1992. – 2001.) i predsjednik više tehničkih odbora pri Hrvatskom zavodu za norme.

## Vanjske poveznice
- Aničić, Dražen Hrvatska tehnička enciklopedija, portal hrvatske tehničke baštine. LZMK

- Potresno inženjerstvo u Hrvatskoj